# Wood Lake (Minnesota)
Wood Lake és una població dels Estats Units a l'estat de Minnesota. Segons el cens del 2000 tenia 436 habitants.

## Demografia
Segons el cens del 2000, Wood Lake tenia 436 habitants, 182 habitatges, i 119 famílies. La densitat de població era de 210,4 habitants per km².
Dels 182 habitatges en un 30,8% hi vivien nens de menys de 18 anys, en un 58,8% hi vivien parelles casades, en un 4,9% dones solteres, i en un 34,6% no eren unitats familiars. En el 30,2% dels habitatges hi vivien persones soles el 15,4% de les quals corresponia a persones de 65 anys o més que vivien soles. El nombre mitjà de persones vivint en cada habitatge era de 2,4 i el nombre mitjà de persones que vivien en cada família era de 2,97.
Per edats la població es repartia de la següent manera: un 25,7% tenia menys de 18 anys, un 8,9% entre 18 i 24, un 26,6% entre 25 i 44, un 19,7% de 45 a 60 i un 19% 65 anys o més.
L'edat mediana era de 39 anys. Per cada 100 dones de 18 o més anys hi havia 96,4 homes.
La renda mediana per habitatge era de 38.203 $ i la renda mediana per família de 46.875 $. Els homes tenien una renda mediana de 30.900 $ mentre que les dones 20.789 $. La renda per capita de la població era de 16.903 $. Cap de les famílies i el 3,9% de la població estaven per davall del llindar de pobresa.

## Poblacions més properes
El següent diagrama mostra les poblacions més properes.